# Cossus cossus
La mariposa de taladro rojo o cósido del sauce (Cossus cossus) es una especie de lepidópteros ditrisios perteneciente a la familia Cossidae. Está considerada como plaga.

## Descripción
Mariposa con las alas anteriores de 32 a 44 mm de longitud, cósido de gran tamaño y fácil de reconocer, en posición de descanso dispone las alas en forma de tejadillo. Las hembras son mayores y más robustas que los machos con la trompa chupadora atrofiada, de manera que los imagos no pueden alimentarse.

## Distribución
Especie distribuida por toda Europa, también en el norte de África y en las regiones templadas de Asia, en el área de distribución de los sauces. Disb En los sistemas montañosos ibéricos pueden superar los 1500 m s. n. m.

## Hábitat
Las mariposas adultas se pueden encontrar en cualquier lugar donde existan ejemplares de sauces: arroyos, prados, ríos, en parques, y aunque más raramente en bosques mixtos. Aunque era más frecuente antaño, se le puede observar regularmente en los ambientes húmedos que le son propicios.

## Fase larvaria
De finales de verano a finales de la primavera siguiente, a menudo invernando, alimentándose las orugas bajo la corteza donde viven, efectuando varias mudas. 
Las mariposas vuelan desde finales de la primavera a mediados de verano. Después de la fecundación las hembras depositan grandes cantidades de huevos bajo la corteza de los árboles.